# Bertiella rhodospila
Bertiella rhodospila är en svampart som först beskrevs av Berk. & M.A. Curtis, och fick sitt nu gällande namn av M.E. Barr 1986. Bertiella rhodospila ingår i släktet Bertiella och familjen Massarinaceae.   Inga underarter finns listade i Catalogue of Life.